# Greet van Amstel
Greet van Amstel, eigenlijk Gretha Leijden van Amstel (Amsterdam, 6 november 1903 – aldaar, 4 januari 1981) was een Nederlands beeldhouwer en schilder.

## Leven en werk
Greet van Amstel werd geboren in een arbeidersgezin als dochter van Meijer Leijden van Amstel (1866-1943) en Femmetje Abas (1868-1940). Ze liep als zestienjarige weg van huis en ging in Berlijn samenwonen met Lodewijk (Lo) Lopes Cardozo (1892-1944). Ze leerde er de schilders George Grosz en Kurt Schwitters kennen, die haar in aanraking brachten met de moderne kunst. In 1923 keerde ze terug naar Amsterdam, ze studeerde er aan het nieuwe Instituut voor Kunstnijverheidsonderwijs. Ze werkte voor onder anderen de beeldhouwers Barend Jordens en John Rädecker. Zelf maakte ze expressionistische sculpturen.
Tweede Wereldoorlog

Van Amstel en Lopes Cardozo vingen al in 1933 uit Duitsland gevluchte joden op in Amsterdam. In 1938 trouwde het stel. Tijdens de Tweede Wereldoorlog moest het gezin zelf onderduiken. Door verraad werden Van Amstel, haar man Lo en dochter Sonja opgepakt en naar Auschwitz weggevoerd. Ook zoon Matthieu werd gearresteerd en kwam in Auschwitz terecht. Van Amstels beeldhouwwerk werd door de bezetters vernield. Van de vier gezinsleden keerde alleen Greet na de oorlog terug naar Nederland, waar ze werd herenigd met haar oudste zoon Paul. Ze verwerkte haar oorlogservaringen in gedichten. Begin jaren 60 werkte ze mee aan twee boeken met verhalen van overlevenden. Ze schrijft daarin onder andere over de bevrijding van Auschwitz:
Een paar dagen later kwamen de eerste Russische soldaten het kamp binnen. Het was 27 januari 1945. Voor ons, overlevenden, werd een langgekoesterde droom tot werkelijkheid, een droom die wij zo vaak heel diep in ons hadden doorleefd als een voor ons verboden wereld. In de schaduw van ons denken droomden wij van een verleden voort alsof er geen misdadig ingrijpen had plaatsgehad. Met een schok moesten wij ervaren dat ons verleden geen voortzetting had.
Met duizenden was ik weggevoerd, met enkelen keerde ik terug. Het was geen stormtramp of aardbeving die onze mannen en kinderen had verzwolgen. Heel bewust hebben Duitse manen en vrouwen hen omgebracht.— Greet van Amstel, "Auschwitz, waar de rails ophielden..." in Den vaderland getrouwe.
Bij de opening van een expositie in het Joods Historisch Museum (1963), ter herdenking aan de opstand in het getto van Warschau, droeg Van Amstel gedichten voor. In 1965 publiceerde ze een eigen boek met teksten en gedichten over Auschwitz, onder de titel Verboden te leven.
Schilderen
Enkele jaren na de oorlog kreeg Van Amstel een relatie met de schilder Willy Boers (1905-1978). Het stel woonde een aantal jaren samen en trouwde in 1954. Eind 1951 hadden ze een gezamenlijke expositie bij Sothmann, waar zij plastieken en hij schilderijen liet zien. Van Amstel had in Auschwitz een permanente beschadiging aan haar rug opgelopen, waardoor het beeldhouwen niet meer goed ging. Haar man stimuleerde haar om te gaan schilderen en ze legde zich toe op abstracte composities. Boers was met Ger Gerrits oprichter van de vereniging tot bevordering van absolute kunst Créatie en de vereniging Vrij Beelden, waarbij ook Van Amstel zich aansloot. 
In 1975 wijdde het Stedelijk Museum Amsterdam een tentoonstelling aan werk van Greet van Amstel. Er werden "kleurrijke verbeeldingen" -zoals ze ze zelf noemde- getoond, met een mengtechniek van inkt en gouache.
Greet van Amstel overleed in 1981, op 77-jarige leeftijd.

## Publicatie
- G. van Amstel (1965) Verboden te leven. Amsterdam: Polak & Van Gennep.

- Bibliothèque nationale de France: cb148702692 (data)
- Biografisch Portaal: 92716802
- Gemeinsame Normdatei: 160090806
- International Standard Name Identifier: 0000 0000 7527 3952
- Nationale Bibliotheek van Tsjechië: xx0265453
- RKD-Nederlands Instituut voor Kunstgeschiedenis: 1579
- Système universitaire de documentation: 252876733
- Union List of Artist Names: 500086867
- Virtual International Authority File: 236054763